# Aeroportul Internațional Princess Juliana
Aeroportul Internațional Princess Juliana (în engleză Princess Juliana International Airport) (IATA: SXM, ICAO: TNCM) este un aeroport din Sint Maarten ce deservește zona Philipsburg, Sint Maarten. Aeroportul a fost tranzitat în 2018 de 792.740 de pasageri. A fost deschis în 1943 și numit după Juliana a Țărilor de Jos.
Situat la o altitudine de 4 m, aeroportul dispune de 1 pistă și ocupă o suprafață de 642 m².

## Infrastructură

### Piste
Aeroportul dispune de o singură pistă. Pista are orientarea 10/28.